# Coccoliti

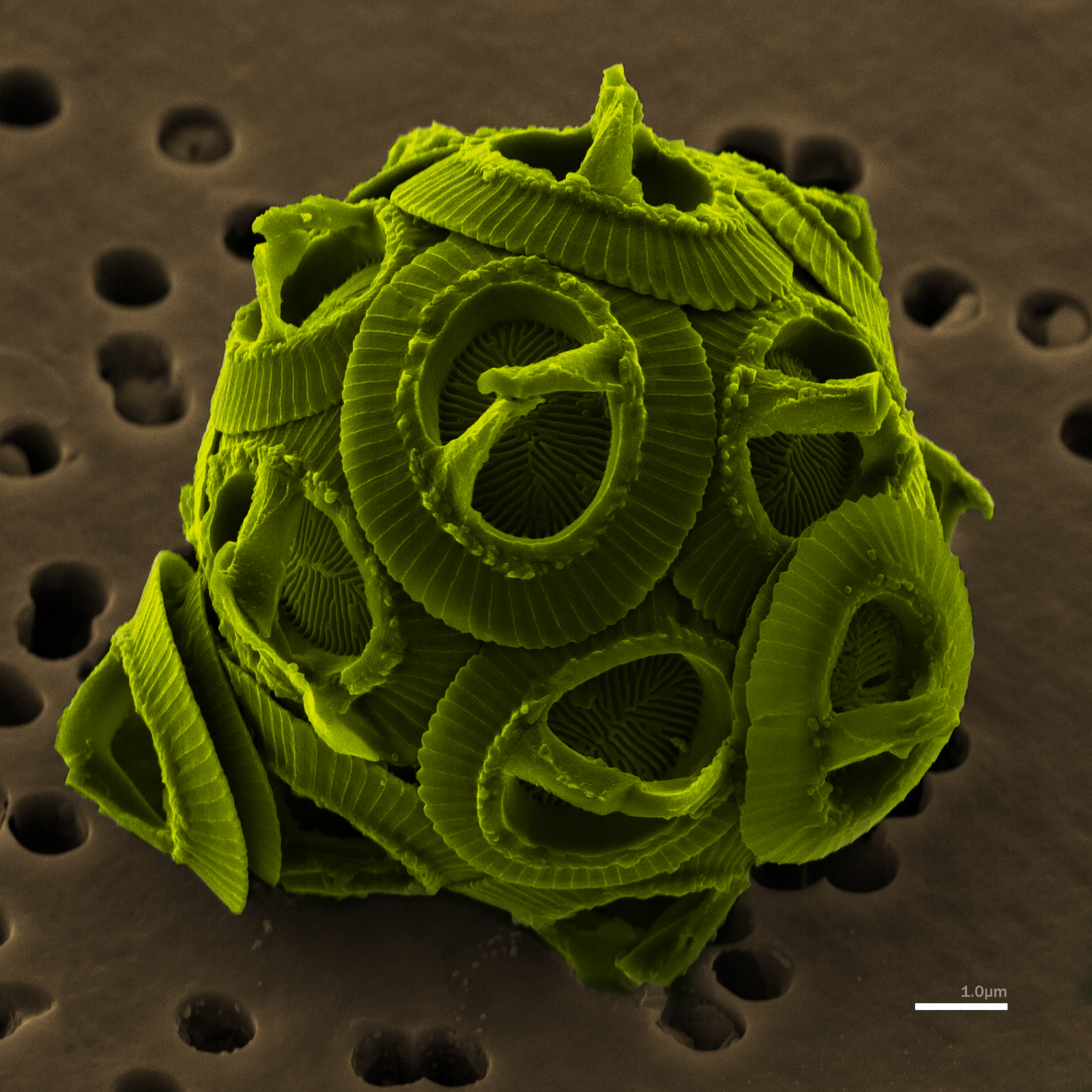
Immagine in falsi colori al microscopio elettronico a scansione della Gephyrocapsa oceanica, con i coccoliti in evidenza.

I coccoliti sono scaglie di carbonato di calcio formate dai coccolitofori (alghe unicellulari) e disposte attorno a loro in una struttura sferica detta coccosfera.

## Scoperta
I coccoliti furono osservati per la prima volta da Cristian Gottfried Ehrenberg (1795–1875), che li ritenne prodotti inorganici e furono invece identificati come prodotti da organismi viventi da Thomas Henry Huxley, che assegnò loro il nome e comprese che sono i maggiori costituenti dei fanghi carbonatici e delle rocce che ne derivano (calcari) .

## Formazione e composizione

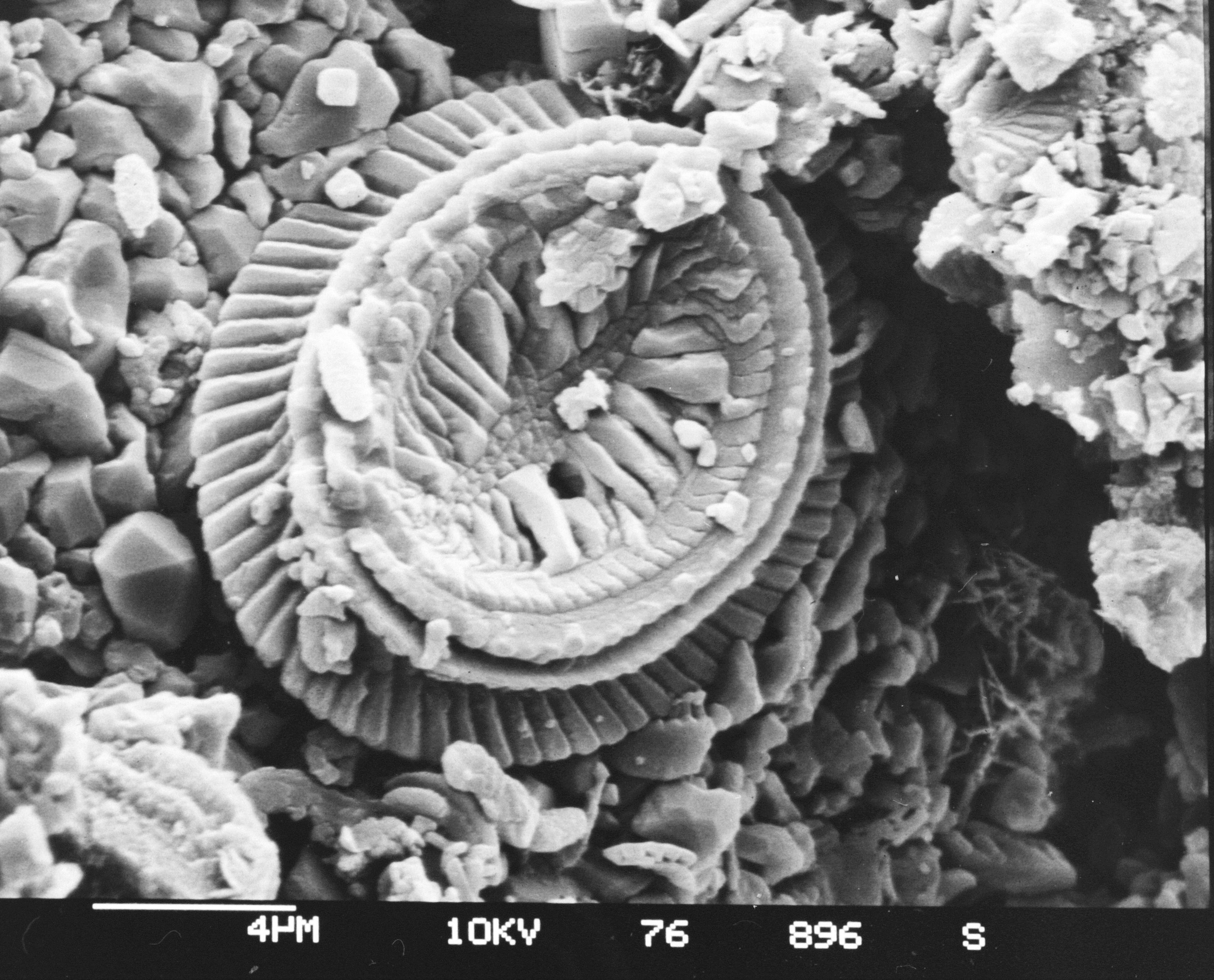
Chalk del cretacico superiore danese con una piastra integra di coccolite

I coccoliti si formano all'interno della cellula in vescicole derivate dall'apparato del Golgi. Quando i coccoliti sono completamente formati, le vescicole si fondono con la parete cellulare e i coccoliti vengono espulsi tramite esocitosi e incorporati nella coccosfera.
I coccoliti possono venire continuamente sparsi nel mare da alcune specie o dispersi in seguito alla morte dei coccolitofori con la conseguente rottura della coccosfera. Essi poi cadono in basso nella colonna d'acqua andando a costituire una parte importante del sedimento dei fondali oceanici.
I coccoliti sono composti di calcite, un minerale a base di carbonato di calcio, e sono tra i principali costituenti dei depositi di calcare di tipo chalk come quelli che costituiscono le bianche scogliere di Dover.
Nel nord-est Atlantico, durante l'ultimo ciclo glaciazione-interglaciazione, i coccoliti rappresentavano fino al 70-80% del carbonato totale durante i periodi caldi e una percentuale inferiore durante i periodi glaciali.
Fanno la loro comparsa alla fine del Triassico, circa 200 milioni di anni fa, assieme ad un altro gruppo di alghe unicellulari, le diatomee. Raggiunsero la loro massima espansione nelle calde acque interne dei mari di piattaforma continentale del Cretaceo e hanno tuttora una notevole importanza ecologica e geologica.

## Tipologia
Ci sono due tipi principali di coccoliti: gli eterococcoliti e gli olococcoliti.

Gli eterococcoliti sono formati da una disposizione radiale di unità cristalline dalle forme elaborate. Gli olococcoliti sono formati da minuscoli (circa 0,1 micron) romboedri di calcite disposti in sequenza continua. Inizialmente si riteneva che i due tipi di coccoliti fossero prodotti da famiglie differenti di coccolitofori. Evidenze più accurate, attraverso osservazioni di campioni naturali e da colture di laboratorio, indicano invece che i due tipi sono prodotti dalle stesse specie, ma in fasi diverse del loro ciclo di vita. Gli eterococcoliti sono prodotti nella fase diploide della vita della cellula, mentre gli olococcoliti sono prodotti nella fase aploide.

## Funzioni
Anche se i coccoliti sono una struttura elaborata la cui formazione è un prodotto complesso dei processi cellulari, la loro funzione non è ancora del tutto chiarita.

Le ipotesi includono: 
- difesa contro la predazione da parte dello zooplancton,
- difesa contro le infezioni da batteri e virus,
- mantenimento del galleggiamento,
- rilascio di anidride carbonica per la fotosintesi,
- filtro contro le dannose radiazioni ultraviolette della luce,
- nelle specie di profondità, concentrazione della luce per la fotosintesi.

## Micropaleontologia
Poiché sono formati da calcite a basso contenuto di magnesio, forma molto stabile di carbonato di calcio, si sono fossilizzati con facilità. Vengono trovati nei sedimenti assieme ad altri microfossili simili (o di incerta affinità come i nannoliti) dal Triassico in avanti. Nel loro insieme questi microfossili sono chiamati nanofossili calcarei o nannoplancton calcareo.